# Gaetano Castrovilli
Gaetano Castrovilli (Minervino Murge, 17 februari 1997) is een Italiaans voetballer die doorgaans als centrale middenvelder speelt. Hij tekende in 2017 bij ACF Fiorentina.

## Clubcarrière
Castrovilli verruilde in 2017 Bari voor ACF Fiorentina. Die club leende hem meteen voor twee seizoenen uit aan US Cremonese. Op 24 augustus 2019 debuteerde hij in de Serie A tegen SSC Napoli. Castrovilli heeft nog een doorlopend contract tot medio 2021.

## Clubstatistieken
| Seizoen     | Club           | Competitie  | Competitie | Competitie | Competitie | Beker | Beker | Beker | Internationaal | Internationaal | Internationaal | Totaal | Totaal | Totaal |
| Seizoen     | Club           | Competitie  | Wed.       | Dlp.       | Ass.       | Wed.  | Dlp.  | Ass.  | Wed.           | Dlp.           | Ass.           | Wed.   | Dlp.   | Ass.   |
| ----------- | -------------- | ----------- | ---------- | ---------- | ---------- | ----- | ----- | ----- | -------------- | -------------- | -------------- | ------ | ------ | ------ |
| 2014/15     | SSC Bari       | Serie B     | 1          | 0          | 0          | 0     | 0     | 0     | —              | —              | —              | 1      | 0      | 0      |
| 2015/16     | SSC Bari       | Serie B     | 0          | 0          | 0          | 0     | 0     | 0     | —              | —              | —              | 0      | 0      | 0      |
| 2016/17     | SSC Bari       | Serie B     | 10         | 0          | 0          | 1     | 0     | 0     | —              | —              | —              | 11     | 0      | 0      |
| Club Totaal | Club Totaal    | Club Totaal | 11         | 0          | 0          | 1     | 0     | 0     | 0              | 0              | 0              | 12     | 0      | 0      |
| 2016/17     | ACF Fiorentina | Serie A     | 0          | 0          | 0          | 0     | 0     | 0     | —              | —              | —              | 0      | 0      | 0      |
| Club Totaal | Club Totaal    | Club Totaal | 0          | 0          | 0          | 0     | 0     | 0     | 0              | 0              | 0              | 0      | 0      | 0      |
| 2017/18     | → US Cremonese | Serie B     | 26         | 1          | 4          | 2     | 0     | 0     | —              | —              | —              | 28     | 1      | 4      |
| 2018/19     | → US Cremonese | Serie B     | 26         | 4          | 4          | 1     | 1     | 0     | —              | —              | —              | 27     | 5      | 4      |
| Club Totaal | Club Totaal    | Club Totaal | 52         | 5          | 8          | 3     | 1     | 0     | 0              | 0              | 0              | 55     | 6      | 8      |
| 2019/20     | ACF Fiorentina | Serie A     | 33         | 3          | 2          | 2     | 0     | 0     | —              | —              | —              | 35     | 3      | 2      |
| 2020/21     | ACF Fiorentina | Serie A     | 34         | 5          | 3          | 3     | 0     | 0     | —              | —              | —              | 37     | 5      | 3      |
| 2021/22     | ACF Fiorentina | Serie A     | 23         | 1          | 2          | 4     | 0     | 0     | —              | —              | —              | 27     | 1      | 2      |
| 2022/23     | ACF Fiorentina | Serie A     | 15         | 2          | 1          | 4     | 0     | 0     | 7              | 2              | 0              | 26     | 4      | 1      |
| Club Totaal | Club Totaal    | Club Totaal | 105        | 11         | 8          | 13    | 0     | 0     | 7              | 2              | 0              | 125    | 13     | 8      |
| TOTAAL      | TOTAAL         | TOTAAL      | 168        | 16         | 16         | 17    | 1     | 0     | 7              | 2              | 0              | 192    | 19     | 16     |

## Interlandcarrière
Castrovilli speelde twee interlands voor Italië –21. Voor het uitgestelde EK 2020 werd hij opgeroepen als vervanger van de geblesseerd geraakte Lorenzo Pellegrini.

## Erelijst
| Competitie | Winnaar | Winnaar | Runner-up | Runner-up | Derde  | Derde  |
| Competitie | Aantal  | Jaren   | Aantal    | Jaren     | Aantal | Jaren  |
| Italië     | Italië  | Italië  | Italië    | Italië    | Italië | Italië |
| ---------- | ------- | ------- | --------- | --------- | ------ | ------ |
| EK voetbal | 1x      | 2020    |           |           |        |        |